# Ermessenda de Castellbò
Ermessenda de Castellbò fou vescomtessa de Castellbò i, per matrimoni, comtessa de Foix. Era la filla única i hereva d'Arnau I de Castellbò i d'Arnalda de Caboet es va casar amb Roger Bernat II de Foix el 1208, tot i que al matrimoni s'hi oposaven tant el bisbe d'Urgell com el comte d'Urgell, Ermengol VIII, i a la mort del seu pare (que sembla que es va fer càtar al llit de mort, mentre que d'altres magnats, com els germans Ramon i Guillem Ramon de Josa se'n feien i se'n desfeien tot sovint) el 1226, va aportar el vescomtat al seu marit amb els seus annexos de les valls d'Andorra, Sant Joan Fumat i Cabó, feus del bisbe d'Urgell. Va morir el 1230 i la va succeir el seu fill Roger I de Castellbò (IV de Foix) però del 1230 al 1240 el seu pare va ser regent administrador del comtat pel seu que era fill menor d'edat (hauria nascut vers 1220). El 1267 l'inquisidor general de Catalunya, Pere de Cadireta, va manar desenterrar les restes d'Arnau I de Castellbò i de la seva filla Ermessenda, acusats d'heretges càtars i les va fer cremar deixant fer volar al vent les cendres; la llegenda assegura que la gent de Foix va agafar al inquisidor i el va posar en una cadira i li van tirar pedres fins a matar-lo, i d'això li va venir el nom de Cadireta.